# Marcello Minale (senatore)
Marcello Minale (Napoli, 7 marzo 1876 – Cascia, 3 dicembre 1948) è stato un medico, funzionario e politico italiano.
Medico internista, dopo un minimo esercizio della professione entra nella pubblica amministrazione nel 1900. È stato generale medico della Marina, capo di Gabinetto al Ministero delle comunicazioni e consigliere di Stato. Ha preso parte all'Impresa di Fiume.